# Vesnicopis
Vesnicopis je dokumentární cyklus České televize vysílaný od 22. května 2011. Cyklus nabízí přehlídku různých obcí v Čechách, na Moravě i ve Slezsku, jejich historii, architekturu i současný život, přičemž se snaží také zachytit úctu ke kulturnímu bohatství a tradicím. Pořadem provází Lumír Tuček, jako režiséři se postupně střídají Petra Všelichová, Benjamin Tuček, Adéla Kroupová, Jana Počtová, Tomáš Kudrna, Andrea Culková a Jiří Andrle.

## Jednotlivé díly
| Pořadí | Název dílu                             | Obec                      | Kraj                 | Archiv ČT |
| ------ | -------------------------------------- | ------------------------- | -------------------- | --------- |
| 1      | Vesnicopis – Velké Karlovice           | Velké Karlovice           | Zlínský kraj         | spustit   |
| 2      | Vesnicopis – Víska                     | Víska                     | Středočeský kraj     | spustit   |
| 3      | Vesnicopis – Kryštofovo Údolí          | Kryštofovo Údolí          | Liberecký kraj       | spustit   |
| 4      | Vesnicopis – Zubrnice                  | Zubrnice                  | Ústecký kraj         | spustit   |
| 5      | Vesnicopis – Holašovice                | Holašovice                | Jihočeský kraj       | spustit   |
| 6      | Vesnicopis – Doubrava                  | Doubrava                  | Karlovarský kraj     | spustit   |
| 7      | Vesnicopis – Komárov                   | Komárov                   | Jihočeský kraj       | spustit   |
| 8      | Vesnicopis – Heřmánkovice, Vernéřovice | Heřmánkovice, Vernéřovice | Královéhradecký kraj | spustit   |
| 9      | Vesnicopis – Vesnice Plzně             | Bolevec, Koterov, Černice | Plzeňský kraj        | spustit   |
| 10     | Vesnicopis – Lipina, Štáblovice        | Lipina, Štáblovice        | Moravskoslezský kraj | spustit   |
| 11     | Vesnicopis – Telecí                    | Telecí                    | Pardubický kraj      | spustit   |
| 12     | Vesnicopis – Modrý důl                 | Modrý důl                 | Královéhradecký kraj | spustit   |
| 13     | Vesnicopis – Hodslavice                | Hodslavice                | Moravskoslezský kraj | spustit   |
| 14     | Vesnicopis – Olešno                    | Olešno                    | Středočeský kraj     | spustit   |
| 15     | Vesnicopis – Paseky nad Jizerou        | Paseky nad Jizerou        | Liberecký kraj       | spustit   |
| 16     | Vesnicopis – Třebíz                    | Třebíz                    | Středočeský kraj     | spustit   |
| 17     | Vesnicopis – Velenice                  | Velenice                  | Liberecký kraj       | spustit   |
| 18     | Vesnicopis – Vesec u Sobotky           | Vesec u Sobotky           | Královéhradecký kraj | spustit   |
| 19     | Vesnicopis – Porešín                   | Porešín                   | Středočeský kraj     | spustit   |
| 20     | Vesnicopis – Kouty                     | Krnín, Opalice, Čertyně   | Jihočeský kraj       | spustit   |